# Аставин, Сергей Тимофеевич
Серге́й Тимофе́евич Аста́вин (1918 — 1996) — советский дипломат. Чрезвычайный и полномочный посол.

## Биография
Член ВКП(б).
- В 1942—1943 годах — первый секретарь Ивановского областного комитета ВЛКСМ.
- В 1943—1945 годах — первый секретарь Владимирского областного комитета ВЛКСМ.
- В 1951—1953 годах — секретарь Парткома НКГБ — МГБ СССР.
- В 1954—1955 годах — начальник политического отдела аппарата посольства СССР в ГДР и Верховного комиссара СССР в Германии.
- В 1955—1956 годах — советник посольства СССР в ГДР.
- В 1956—1959 годах — советник-посланник посольства СССР в ГДР.
- В 1960—1970 годах — заведующий V Европейским отделом МИД СССР.
- С 4 июля 1970 по 21 июня 1973 года — чрезвычайный и полномочный посол СССР в Исландии[1].
- С 7 июля 1973 по 31 июля 1986 года — чрезвычайный и полномочный посол СССР на Кипре[2].

Похоронен на Троекуровском кладбище (уч-к 3, ряд 19).

## Награды
- Медаль «За оборону Москвы»;
- Медаль «За трудовую доблесть» (22 января 1944);
- Орден «Знак Почёта» (1 июня 1945)[3];
- Орден Трудового Красного Знамени (28 октября 1948);
- Орден Трудового Красного Знамени (31 декабря 1966);
- Орден Трудового Красного Знамени (22 октября 1971)[4];
- Орден Дружбы народов (1978).